# Mandiganahalli, Krishnarajanagara
Mandiganahalli là một làng thuộc tehsil Krishnarajanagara, huyện Mysore, bang Karnataka, Ấn Độ.